# Renda Nacional
La Renda Nacional, també denominat Ingrés Nacional, és una magnitud econòmica, que està composta per tots els ingressos que reben tots els factors productius nacionals durant un cert any. És una eina valuosa per a analitzar els resultats del procés econòmic, que concretament mesura la quantitat de béns i serveis dels quals s'han disposat en el país durant cert any.

## Càlcul de la renda nacional
La renda nacional ens permet mesurar el desenvolupament econòmic d'un país puix serveix per a:
1. Conèixer si el progrés roman igual o retrocedeix.
2. Apreciar l'aportament que realitzen els diferents sectors de l'activitat econòmica.
3. Conèixer que forma es distribueixen els ingressos.

Per a calcular la renda nacional poden seguir-se dos camins:
1. Sumar tots els béns i serveis del país en un determinat període.
2. Sumar els valors pagats als empleats, capitalistes, treballadors, entre d'altres.

Des del punt de vista de la comptabilitat nacional, la renda nacional (I) està formada pel PIB més les importacions (M): 

(1){\displaystyle Y=PIB+M\,}